# Kurita Taijiro
Taijiro Kurita (sinh ngày 3 tháng 3 năm 1975) là một cầu thủ bóng đá người Nhật Bản.

## Sự nghiệp câu lạc bộ
Taijiro Kurita đã từng chơi cho Kashima Antlers, Kyoto Purple Sanga, Consadole Sapporo, Shimizu S-Pulse, Yokohama FC, Mito HollyHock và FC Ryukyu.